# 澧县人民政府
29°38′22″N 111°45′55″E / 29.639391°N 111.765154°E
澧县人民政府（简称澧县政府）是中华人民共和国湖南省常德市澧县的行政管理机关。现任县长是朱正权，2023年5月上任。

## 沿革

### 反腐败工作
2011年9月14日，娄底市中级人民法院判处燕中炎受贿罪、贪污罪有期徒刑12年，并且处没收个人财产30万元，其侄子燕朝伟因受贿罪判处有期徒刑5年。

## 历任县长
| 姓名   | 就任日期   | 卸任日期   | 备注  |
| ------ | ---------- | ---------- | ----- |
| 燕中炎 | 2000年10月 | 2004年7月  |       |
| 王昌义 | 2004年7月  | 2005年12月 |       |
| 彭孟雄 | 2005年12月 | 2008年3月  |       |
| 杨易   | 2009年10月 | 2013年4月  | [ 2 ] |
| 李育智 | 2013年4月  | 2015年12月 | [ 3 ] |
| 徐荩   | 2016年1月  | 2020年1月  | [ 4 ] |
| 王兆铭 | 2020年1月  | 2021年7月  | [ 4 ] |
| 王启武 | 2021年8月  | 2023年5月  | [ 5 ] |
| 朱正权 | 2023年5月  |            | [ 6 ] |